# Папка-регистратор

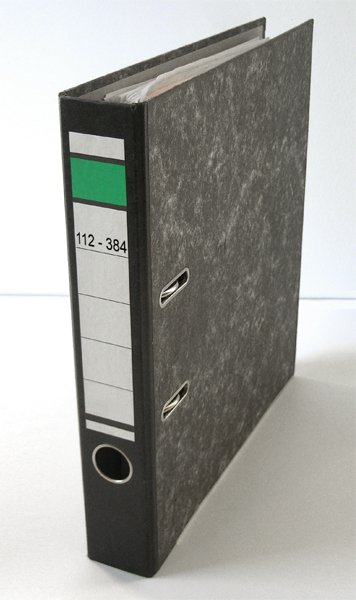
Внешний вид папки-регистратора

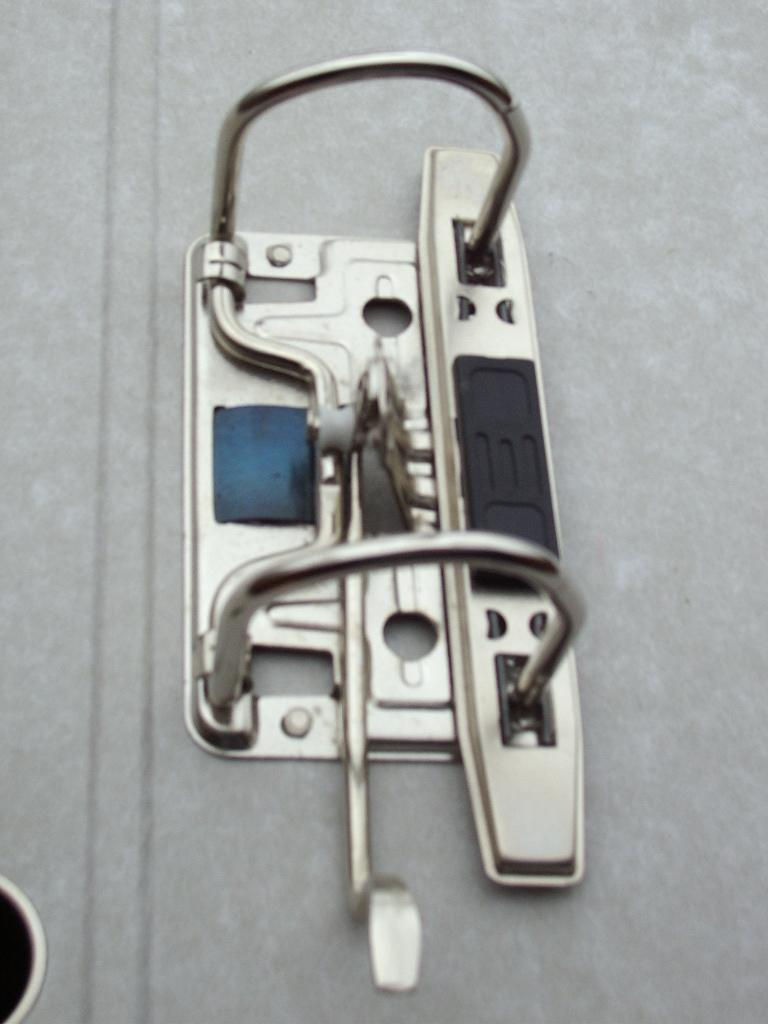
Замок папки-регистратора

Папка-регистратор (папка-сегрегатор; также называлась канцелярским регистратором) — канцелярская папка с арочным механизмом для хранения документов.
Служит для архивирования документов по алфавиту, хронологически или по темам. Отдельные листы документов предварительно прокалываются дыроколом. Листы или файлы с документами надеваются на стальные стержни замка папки. Папки с файлами предлагаются в различных стандартных размеров. Наиболее распространенные папки для бумаги формата A4 со спинкой шириной от 80 мм размерами (Ш×Г×В) 280×80×320 мм.
Широко используется теми, кто работает с большим количеством документов, к которым необходимо иметь постоянный доступ.
Основные конструктивные элементы папки-регистратора:
- торцевое кольцо, которое дает возможность выемки необходимой папки с полки хранения;
- кольца-овалы, с помощью которых папка плотно закрывается «на замок». Точное позиционирование механизма папки в отношении колец-овалов обеспечивает её качественное, без перекоса закрытие, если же кольца-овалы будут установлены с отклонением от своего стандартного положения, папка не будет закрываться;
- металлическая окантовка по нижнему краю обложки папки, увеличивающая ее прочность и долговечность;
- кармашек для сменной этикетки, которая обеспечивает возможность идентификации документов, содержащихся в папке;
- механизм папки.

В качестве механизмов папки могут использоваться:
- арочные кольцевые механизмы рычажного типа. Конструкция их самая сложная с точки зрения механики и, помимо разжимных колец с фигурным разрезом на стыке размыкания, подразумевает наличие рычажного механизма, посредством воздействия на который совершается смыкание-размыкание колец. Важным элементом механизма рычажного типа является прижимная планка, которая благодаря своей конструкции выполняет роль прижимающего бумагу элемента, то есть позволяет фиксировать заархивированные в папке-регистраторе листы бумаги по отношению к крышке папки;
- кольцевые механизмы разжимного типа. Внешне они действительно проще, поскольку не имеют в своей конструкции рычажного механизма. Механизмы кольцевые могут быть с разным диаметром колец, с количеством колец от двух до шести и более, с разной формой колец: D-образными, О-образными, с разным шагом между кольцами, что позволяет хранить в папке-регистраторе не только пробитые дыроколом листы бумаги, но и листы, вложенные в файлы.

## История
- Папка-регистратор в её современном облике была придумана вместе с дыроколом в 1886 году изобретателем из Бонна Фридрихом Зённеккеном.
- Усовершенствованием изобретения занимались штутгартская компания Leitz Луиса Лейца и компания «ELBA» Эриха Краута (нем. Erich Kraut) из Вупперталя.
- В 2005 году берлинской компанией Herlitz было выпущено свыше 80 млн папок-регистраторов.